# 豊多摩郡

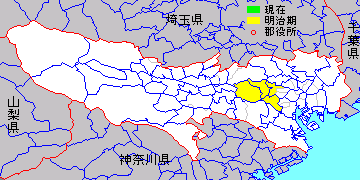
東京府豊多摩郡の範囲

豊多摩郡（とよたまぐん）は、東京府にあった郡である。杉並区にある東京都立豊多摩高等学校などにその名をとどめる。

## 郡域
現在の東京都渋谷区・中野区・杉並区および新宿区の一部（戸塚町、西早稲田、戸山、大久保、歌舞伎町、西新宿以西および新宿の一部）にあたる。

## 歴史

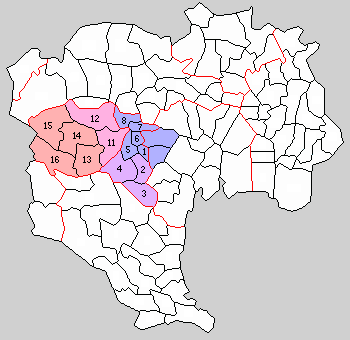
1.内藤新宿町 2.千駄ヶ谷村 3.渋谷村 4.代々幡村 5.淀橋町 6.大久保村 7.戸塚村 8.落合村 11.中野村 12.野方村 13.和田堀内村 14.杉並村 15.井荻村 16.高井戸村（青：新宿区 紫：渋谷区 赤：中野区 橙：杉並区）

- 1896年（明治29年）4月1日 - 南豊島郡・東多摩郡の区域をもって発足。郡役所は淀橋町大字淀橋町字二ツ家291に設置。（2町12村）
  - 旧南豊島郡 - 内藤新宿町、淀橋町、大久保村、戸塚村、落合村（現:新宿区）、渋谷村、千駄ヶ谷村、代々幡村（現:渋谷区）
  - 旧東多摩郡 - 中野村、野方村（現:中野区）、杉並村、和田堀内村、井荻村、高井戸村（現:杉並区）
- 1897年（明治30年）2月5日 - 中野村が町制施行して中野町となる。（3町11村）
- 1899年（明治32年）7月1日 - 郡制を施行。
- 1907年（明治40年）4月1日 - 千駄ヶ谷村が町制施行して千駄ヶ谷町となる。（4町10村）
- 1909年（明治42年）1月1日 - 渋谷村が町制施行して渋谷町となる。（5町9村）
- 1912年（大正元年）12月1日 - 大久保村が町制施行して大久保町となる。（6町8村）
- 1914年（大正3年）1月1日 - 戸塚村が町制施行して戸塚町となる。（7町7村）
- 1915年（大正4年）11月10日 - 代々幡村が町制施行して代々幡町となる。（8町6村）
- 1920年（大正9年）4月1日 - 内藤新宿町が東京市に編入、四谷区（現:新宿区）の一部となる。（7町6村）
- 1923年（大正12年）4月1日 - 郡会が廃止。郡役所は存続。この年の関東大震災以降、特に市街化が進んだ。
- 1924年（大正13年）2月1日 - 落合村が町制施行して落合町となる。（8町5村）
  - 4月1日 - 野方村が町制施行して野方町となる。（9町4村）
  - 6月1日 - 杉並村が町制施行して杉並町となる。（10町3村）
- 1926年（大正15年）7月1日（13町）
  - 郡役所が廃止。以降は地域区分名称となる。
  - 和田堀内村が町制施行および改称して和田堀町となる。
  - 井荻村が町制施行して井荻町となる。
  - 高井戸村が町制施行して高井戸町となる。
- 1932年（昭和7年）10月1日 - 全域が東京市に編入され、下記の4区が発足。同日豊多摩郡消滅。東京府では1896年の郡の再編以来、初の郡消滅となった。（荏原郡・北豊島郡・南足立郡・南葛飾郡も同日消滅。東京府としては唯一。）
  - 中野区 ← 中野町、野方町
  - 杉並区 ← 杉並町、和田堀町、井荻町、高井戸町
  - 渋谷区 ← 渋谷町、千駄ヶ谷町、代々幡町
  - 淀橋区 ← 淀橋町、大久保町、戸塚町、落合町（現:新宿区）

### 変遷表
| 明治22年以前 | 旧郡     | 明治29年4月1日 | 明治29年 - 明治45年 | 大正1年 - 大正15年               | 昭和1年 - 昭和19年                 | 昭和1年 - 昭和19年          | 昭和20年 - 昭和39年          | 昭和20年 - 昭和39年     | 昭和40年 - 昭和64年 | 平成1年 - 現在 | 現在   |
| ------------ | -------- | -------------- | ------------------- | -------------------------------- | ---------------------------------- | --------------------------- | ---------------------------- | ----------------------- | ------------------- | -------------- | ------ |
|              | 南豊島郡 | 内藤新宿町     | 内藤新宿町          | 大正9年4月1日 東京市四谷区に編入 | 昭和18年7月1日 東京都四谷区        | 昭和18年7月1日 東京都四谷区 | 昭和22年3月15日 東京都新宿区 | 昭和22年5月3日 特別区制 | 新宿区              | 新宿区         | 新宿区 |
|              | 南豊島郡 | 淀橋町         | 淀橋町              | 淀橋町                           | 昭和7年10月1日 東京市に編入 淀橋区 | 昭和18年7月1日 東京都淀橋区 | 昭和22年3月15日 東京都新宿区 | 昭和22年5月3日 特別区制 | 新宿区              | 新宿区         | 新宿区 |
|              | 南豊島郡 | 大久保村       | 大久保村            | 大正1年12月1日 町制              | 昭和7年10月1日 東京市に編入 淀橋区 | 昭和18年7月1日 東京都淀橋区 | 昭和22年3月15日 東京都新宿区 | 昭和22年5月3日 特別区制 | 新宿区              | 新宿区         | 新宿区 |
|              | 南豊島郡 | 戸塚村         | 戸塚村              | 大正3年1月1日 町制               | 昭和7年10月1日 東京市に編入 淀橋区 | 昭和18年7月1日 東京都淀橋区 | 昭和22年3月15日 東京都新宿区 | 昭和22年5月3日 特別区制 | 新宿区              | 新宿区         | 新宿区 |
|              | 南豊島郡 | 落合村         | 落合村              | 大正13年2月1日 町制              | 昭和7年10月1日 東京市に編入 淀橋区 | 昭和18年7月1日 東京都淀橋区 | 昭和22年3月15日 東京都新宿区 | 昭和22年5月3日 特別区制 | 新宿区              | 新宿区         | 新宿区 |
|              | 南豊島郡 | 渋谷村         | 明治42年1月1日 町制 | 渋谷町                           | 昭和7年10月1日 東京市に編入 渋谷区 | 昭和18年7月1日 東京都渋谷区 | 昭和22年5月3日 特別区制      | 昭和22年5月3日 特別区制 | 渋谷区              | 渋谷区         | 渋谷区 |
|              | 南豊島郡 | 千駄ヶ谷村     | 明治40年4月1日 町制 | 千駄ヶ谷町                       | 昭和7年10月1日 東京市に編入 渋谷区 | 昭和18年7月1日 東京都渋谷区 | 昭和22年5月3日 特別区制      | 昭和22年5月3日 特別区制 | 渋谷区              | 渋谷区         | 渋谷区 |
|              | 南豊島郡 | 代々幡村       | 代々幡村            | 大正4年11月10日 町制             | 昭和7年10月1日 東京市に編入 渋谷区 | 昭和18年7月1日 東京都渋谷区 | 昭和22年5月3日 特別区制      | 昭和22年5月3日 特別区制 | 渋谷区              | 渋谷区         | 渋谷区 |
|              | 東多摩郡 | 中野村         | 明治30年2月1日 町制 | 中野町                           | 昭和7年10月1日 東京市に編入 中野区 | 昭和18年7月1日 東京都中野区 | 昭和22年5月3日 特別区制      | 昭和22年5月3日 特別区制 | 中野区              | 中野区         | 中野区 |
|              | 東多摩郡 | 野方村         | 野方村              | 大正13年4月1日 町制              | 昭和7年10月1日 東京市に編入 中野区 | 昭和18年7月1日 東京都中野区 | 昭和22年5月3日 特別区制      | 昭和22年5月3日 特別区制 | 中野区              | 中野区         | 中野区 |
|              | 東多摩郡 | 杉並村         | 杉並村              | 大正13年6月1日 町制              | 昭和7年10月1日 東京市に編入 杉並区 | 昭和18年7月1日 東京都杉並区 | 昭和22年5月3日 特別区制      | 昭和22年5月3日 特別区制 | 杉並区              | 杉並区         | 杉並区 |
|              | 東多摩郡 | 和田堀内村     | 和田堀内村          | 大正15年7月1日 町制改称 和田堀町 | 昭和7年10月1日 東京市に編入 杉並区 | 昭和18年7月1日 東京都杉並区 | 昭和22年5月3日 特別区制      | 昭和22年5月3日 特別区制 | 杉並区              | 杉並区         | 杉並区 |
|              | 東多摩郡 | 井荻村         | 井荻村              | 大正15年7月1日 町制              | 昭和7年10月1日 東京市に編入 杉並区 | 昭和18年7月1日 東京都杉並区 | 昭和22年5月3日 特別区制      | 昭和22年5月3日 特別区制 | 杉並区              | 杉並区         | 杉並区 |
|              | 東多摩郡 | 高井戸村       | 高井戸村            | 大正15年7月1日 町制              | 昭和7年10月1日 東京市に編入 杉並区 | 昭和18年7月1日 東京都杉並区 | 昭和22年5月3日 特別区制      | 昭和22年5月3日 特別区制 | 杉並区              | 杉並区         | 杉並区 |

## 行政
歴代郡長
特記なき場合『東京府豊多摩郡誌』による。
| 代 | 氏名       | 就任年月日                 | 退任年月日                 | 備考                   |
| -- | ---------- | -------------------------- | -------------------------- | ---------------------- |
| 1  | 藤井一虎   | 明治29年（1896年）4月1日   | 明治30年（1897年）3月2日   |                        |
| 2  | 岩田士景   | 明治30年（1897年）3月1日   | 明治33年（1900年）6月4日   |                        |
| 3  | 丸山良香   | 明治33年（1900年）6月2日   | 大正元年（1912年）8月6日   | 在任中に死去           |
| 4  | 正木虎蔵   | 大正元年（1912年）8月15日  | 大正7年（1918年）1月28日   |                        |
| 5  | 瀬古保次   | 大正7年（1918年）1月28日   | 大正9年（1920年）2月23日   |                        |
| 6  | 東根四郎   | 大正9年（1920年）2月28日   | 大正11年（1922年）4月7日   |                        |
| 7  | 服部良太郎 | 大正11年（1922年）4月7日   | 大正13年（1924年）11月13日 |                        |
| 8  | 藤江陳太郎 | 大正13年（1924年）11月13日 | 大正15年（1926年）6月30日  | 郡役所廃止により、廃官 |